# Edifício inteligente

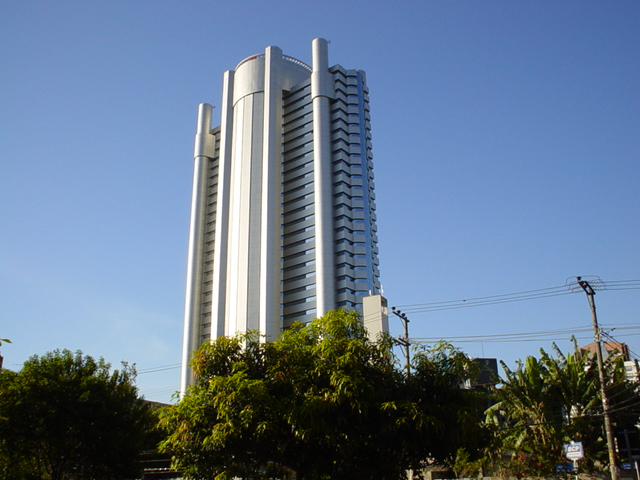
Plaza Centenário, um dos edifícios mais inteligentes de São Paulo.

O termo edifício inteligente é usado em novas aplicações para edificações comerciais ou residenciais, porém passou a ser usado de uma forma bastante genérica para qualquer edificação que possua um mínimo de avanço tecnológico, sendo que nem sempre havia a preocupação de ser efetivamente inteligente.
Pode-se definir edifício inteligente sendo aquele que promove a transferência de dados de um sistema para outro, ou ainda um edifício no qual se aplicam processos e tecnologia, de forma apropriada para satisfazer as necessidades dos proprietários e dos ocupantes.
Uma edificação inteligente deve promover aos usuários conforto, segurança e sobretudo economia, tanto economia em custos diretos (Água, luz, telefone, etc...), quanto economia em custos indiretos tais como manutenção e operação.
É sabido por todos nós que os custos de manutenção e operação de uma edificação supera em 80% o custo total da edificação em sua vida útil que em média é de 40 anos, sendo que somente 11 a 20% dos custos desta edificação são gastos em sua construção. Partindo dessa primeira análise, podemos entender que é de grande importância uma correta concepção do que é e como implementar um sistema de fato inteligente, que realmente proporcione o conforto e economia satisfatório, não representando apenas custo na sua implementação e nem sendo usado como uma simples ferramenta de Marketing.
Um projeto de infra-estrutura básica para implementação de sistemas inteligentes permite ao construtor dispor de flexibilidade e escalonabilidade em suas implementações de tal forma que o construtor possa oferecer ao usuário (comprador) um edifício preparado fisicamente com a infra-estrutura básica para aplicações diversas, deixando a decisão de investimento nas aplicações mais complexas aos condôminos e usuários.
Um edifício inteligente pode oferecer ao usuário a possibilidade de utilizar um dispositivo de segurança chamado controle de acesso, esse dispositivo, na realidade, faz parte de um sistema que pode integrar portaria de acesso da edificação, controle de fluxo de pessoas, racionalização do uso de energia elétrica, além de dispositivos de conforto; o morador de posse de um cartão magnético ou um cartão de proximidade consegue o acesso a edificação com o uso desse cartão na portaria, ao passá-lo seus dados são verificados e, sendo ele usuário cadastrado desta edificação, o seu acesso é permitido com o destravar da porta. Enquanto todo este processamento é realizado, o sistema também aciona o elevador, que chegará à portaria já programado para deslocar-se ao andar desse usuário; ainda aciona-se, de forma automática, o sistema de climatização da sala ou apartamento desse usuário, bem como a iluminação dos corredores que por onde o mesmo trafegará para chegar a sua sala e também a iluminação do hall de sua sala ou apartamento.
Todo esse sistema pode representar um custo elevado para comercialização de determinados padrões de edificações, porém o construtor não pode prever quanto pode custar no futuro esse ou outro sistema dito como caros hoje, por isso é de grande importância disponibilizar a essas edificações a possibilidade de implementar posteriormente os sistemas inteligentes que desejarem seus usuários, mesmo que de forma escalonável. É mais interessante ainda que o usuário passe a usufruir dessa infra-estrutura básica já de imediato à ocupação da edificação, tendo em vista que essa infra-estrutura básica será usada nos sistemas de telefonia e rede de computadores dos usuários e condôminos. Passaremos a identificar esta infra-estrutura básica com o nome de cabeamento estruturado.